# Diemel
Diemel este un afluent de dreapta de 110,5 km lungime, a lui Weser din landul Hessen și Nordrhein-Westfalen, Germania. Diemel este al treilea afluent al lui Weser ca mărime după Fulda și Werra.

## Afluenți

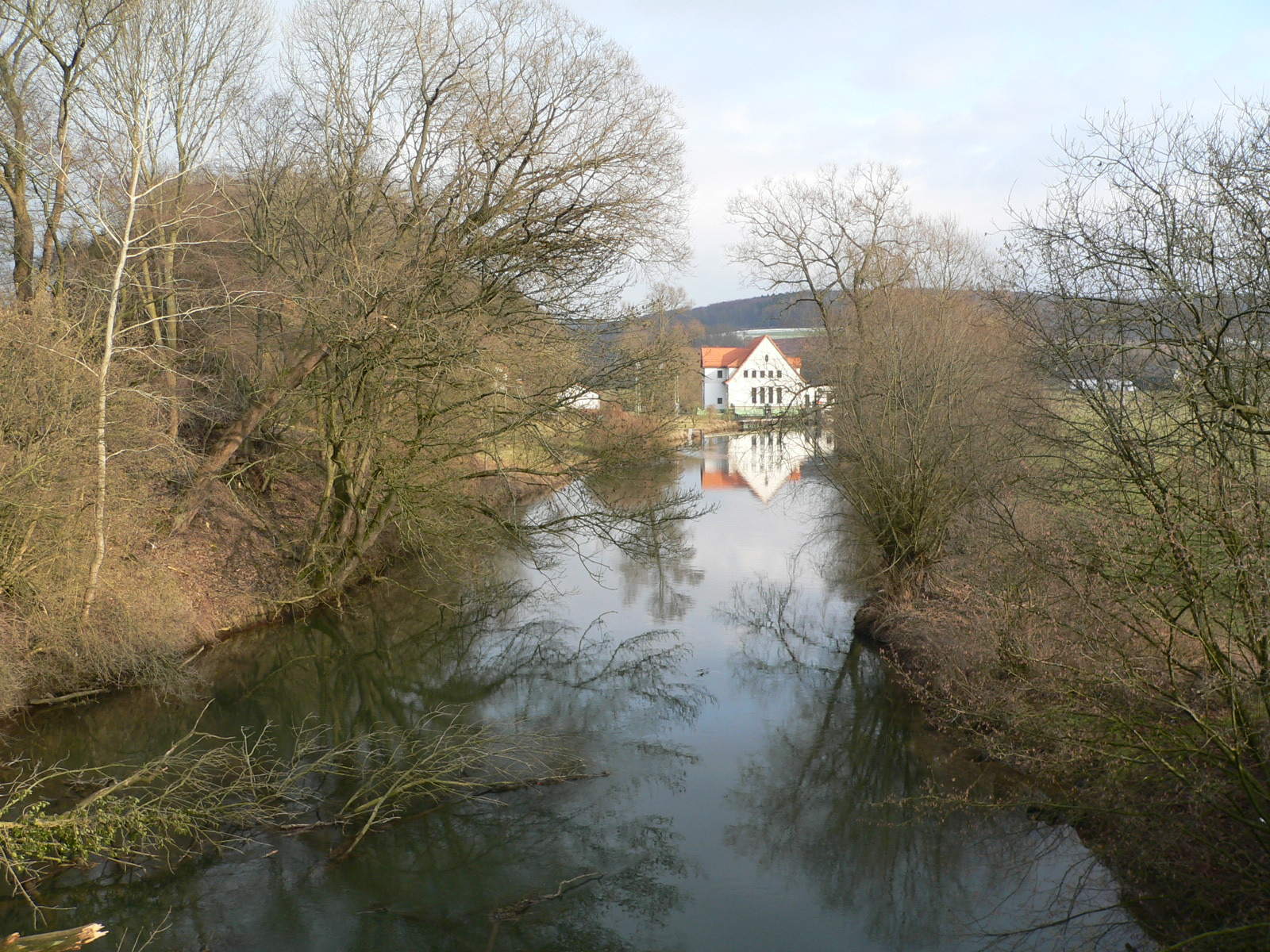

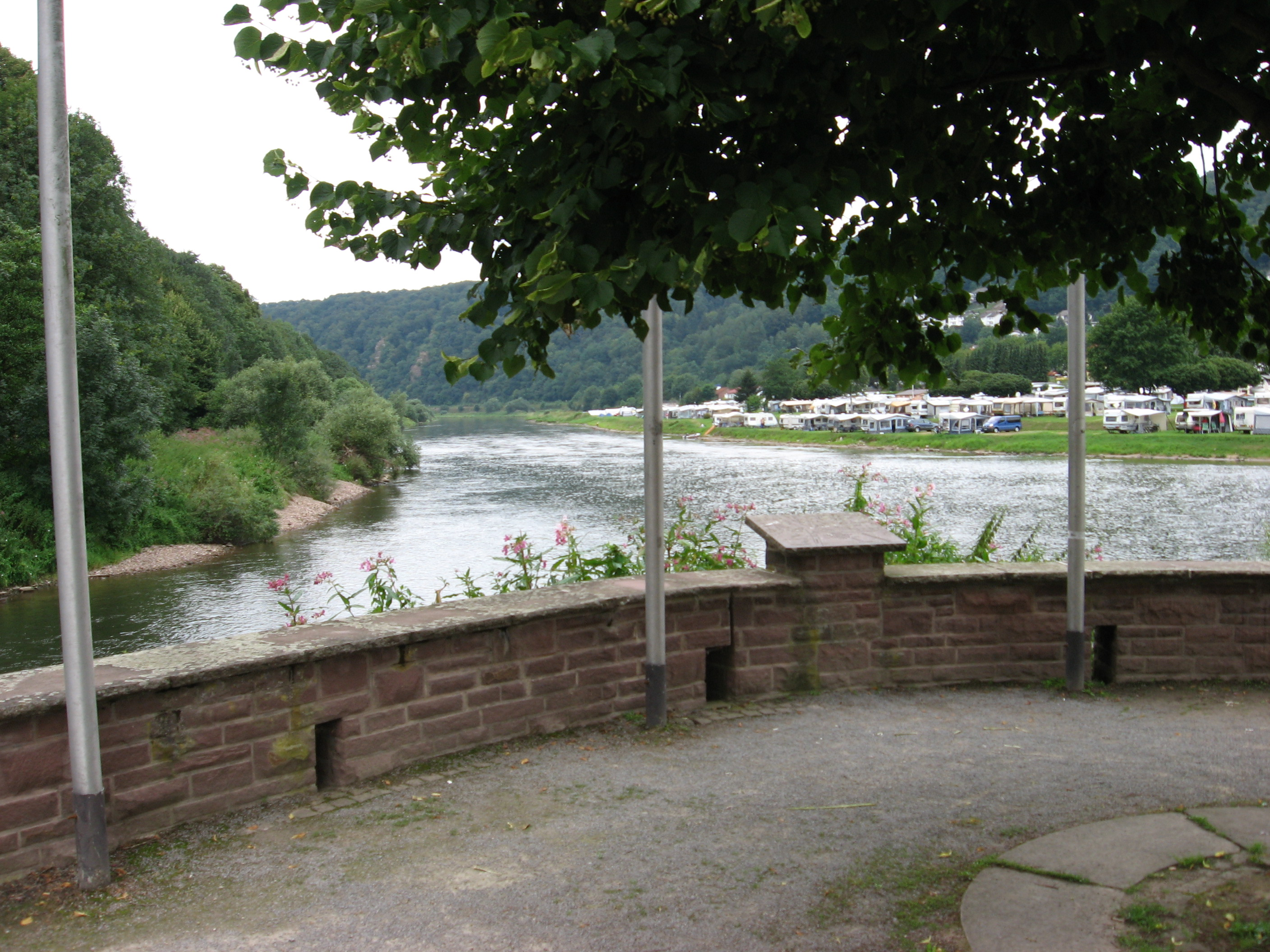
Vărsarea lui Diemel în Weser

- Mülmecke - 4,1 km lungime, afluent de dreapta
- Holzbach - 5,0 km lungime, afluent de stânga
- Hagen-Bicke - 2,5 km lungime, afluent de stânga   in  Diemelsee
- Itter - 19,3 km lungime, afluent de stânga   in  Diemelsee
- Twibicke - 2,4 km lungime, afluent de stânga
- Rhene - 15,0 km lungime, afluent de dreapta
- Kalle Boke - 2,4 km lungime, afluent de dreapta
- Silberbach - 1,9 km lungime, afluent de dreapta
- Hoppecke - 34,8 km lungime, afluent de stânga
- Grenzbach - 1,7 km lungime, afluent de stânga   in Mühlengraben
- Dütlingsbach - 4,4 km lungime, afluent de stânga
- Glinde - 8,3 km lungime, afluent de dreapta
- Hamecke - 2,5 km lungime, afluent de stânga
- Staubke - 2,4 km lungime, afluent de stânga   in Mühlengraben
- Rummecke - 3,5 km lungime, afluent de stânga
- Kallenthal - 3,7 km lungime, afluent de dreapta

- Dahlbach - 5,7 km lungime, afluent de stânga
- Wäschebach - 5,6 km lungime, afluent de stânga
- Orpe - 19,1 km lungime, afluent de dreapta
- Hammerbach - 7,2 km lungime, afluent de stânga
- Springbach - 2,4 km lungime, afluent de stânga
- Naure - 8,7 km lungime, afluent de stânga   in Mühlengraben
- Ohme - 6,3 km lungime, afluent de stânga   in Mühlengraben
- Kälberbach - 6,0 km lungime, afluent de dreapta
- Twiste - 40,8 km lungime, afluent de dreapta
- Sielheimer Siek - 6,0 km lungime, afluent de stânga
- Calenberger Bach - 9,1 km lungime, afluent de dreapta
- Eggel - 17,4 km lungime, afluent de dreapta
- Vombach - 7,8 km lungime, afluent de stânga
- Warme - 32,9 km lungime, afluent de dreapta
- Alster - 7,2 km lungime, afluent de stânga
- Esse - 27,6 km lungime, afluent de dreapta
- Kampgrund - 5,8 km lungime, afluent de dreapta
- Friedrichsfelder Bach - 1,5 km lungime, afluent de dreapta
- Forellenbach - 4,9 km lungime, afluent de stânga
- Holzape - 22,8 km lungime, afluent de dreapta
- Knickgraben - 1,4 km lungime, afluent de stânga
- Höllebach - 2,7 lm lungime, afluent de stânga
- Hainbach - 4,4 km lungime, afluent de stânga

## Localități

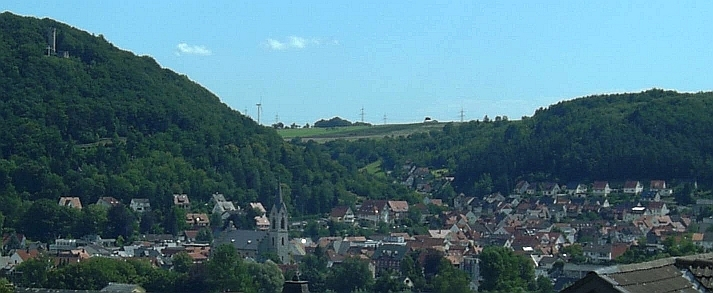
Marsberg

- Usseln
- Diemelsee
- Marsberg
- Diemelstadt
- Warburg
- Liebenau
- Trendelburg
- Helmarshausen și Bad Karlshafen

1. ↑   http://www.lanuv.nrw.de/fileadmin/lanuv/wasser/pdf/Gewaesserverzeichnis%20GSK3C.xls, accesat în 17 iulie 2017 Lipsește sau este vid: |title= (ajutor)